# Назначение наказания
Назначение наказания — уголовно-правовой институт, регламентирующий правила выбора конкретной меры наказания, применяемой к лицу, совершившему преступление, дающий указания относительно размеров и сроков избираемых наказаний.

## Общие начала назначения наказания
Общие начала назначения уголовного наказания — это правовые принципы, закрепляемые в уголовном законодательстве, определяющие механизм принятия решения судом при выборе конкретного вида и размера наказания, назначаемого лицу, совершившему преступление. Следование данным принципам позволяет назначить лицу справедливое наказание и обеспечивает достижение целей наказания.
В большинстве государств мира используются следующие общие начала назначения наказания:
- Принцип законности наказания: назначенное наказание должно находиться в пределах санкции статьи уголовного законодательства, устанавливающей ответственность за совершённое преступление, а при выборе конкретной меры наказания должны учитываться положения общей части уголовного права.
- Принцип индивидуализации наказания: назначение наказания, максимально соответствующего тяжести конкретного совершённого преступления, личности совершившего его преступника (в том числе с позиции возможного его исправления), иных смягчающих и отягчающих обстоятельств.
- Принцип экономии уголовной репрессии: выбор судом наименее строгого наказания, достаточного для достижения целей привлечения лица к уголовной ответственности.

## Обстоятельства, отягчающие наказание
Отягчающие обстоятельства — это юридические факты и состояния, которые требуют назначить виновному более строгое наказание ввиду того, что они отрицательно характеризуют его личность, либо увеличивают степень общественной опасности деяния.
Отягчающие обстоятельства могут быть специфичными для конкретного деяния (квалифицирующие признаки состава преступления) или закрепляться в общей части уголовного законодательства и применяться ко всем преступлениям.
Назначение наказания с учётом отягчающих обстоятельств позволяет его индивидуализировать и тем самым является одной из гарантий назначения справедливого наказания.
К таковым обстоятельствам обычно относится, например, повторное совершение преступления лицом, ранее совершавшим преступление, групповой способ совершения преступления и т. д.

## Обстоятельства, смягчающие наказание
Смягчающие обстоятельства — это юридические факты и состояния, которые позволяют назначить виновному менее строгое наказание ввиду того, что они положительно характеризуют его личность, либо уменьшают степень общественной опасности деяния.
Смягчающие обстоятельства могут быть специфичными для конкретного деяния (привилегирующие признаки состава преступления) или закрепляться в общей части уголовного законодательства и применяться ко всем преступлениям.
Назначение наказания с учётом смягчающих обстоятельств позволяет его индивидуализировать и тем самым является одной из гарантий назначения справедливого наказания.
К смягчающим обстоятельствам обычно относится, например, совершение преступления впервые вследствие стечения тяжёлых жизненных обстоятельств, несовершеннолетний возраст преступника, явка с повинной и содействие следствию и т. д.

## Специальные правила назначения наказания
Уголовным законодательством могут предусматриваться особые ситуации, когда наказание назначается с учётом специальных правил. Например, могут устанавливаться особые правила сложения наказаний при совершении лицом последовательно нескольких преступлений (назначение наказания по совокупности преступлений и по совокупности приговоров), при совершении лицом неоконченного преступления и т. д.